# Gomez (groupe)
Pour les articles homonymes, voir Gomez.
Gomez est un groupe de rock indépendant britannique, originaire de Southport, en Angleterre. Leur premier album, Bring It On, reçoit le Mercury Music Prize en 1998.
Gomez lance sa carrière en signant au label Hut Records (Virgin), en 1997. Juste avant leur troisième album, In Our Gun, Hut Records est forcé de faire des coupes budgétaires pour leur album qui suit, Split the Difference, et est démantelé par Virgin/EMI Records. Le groupe, déçu de l'industrie musicale, demandera à Virgin Records de les laisser partir en 2004. L'année suivante, le label ATO Records signe le groupe, publiant leur premier album live, Out West, et leurs albums studio How We Operate et A New Tide.

## Biographie

### Formation
Le guitariste et chanteur Ian Ball et le batteur Olly Peacock sont des amis de longue date, qui jouaient dans des groupes à l'âge de 14 et 18 ans, respectivement. Ils rencontrent bassiste Paul Blackburn et le multi-instrumentaliste Tom Gray, qui ont grandi à Peacock. Finalement, Ian Ball rencontre le chanteur et guitariste Ben Ottewell de Matlock Bath dans le Derbyshire à l'université de Sheffield.
Le groupe joue son premier concert en 1996 à Leeds au Hyde Park Social Club sur Ash Grove. À cette période, ils ne possédaient aucun nom. Le groupe lira une inscription avec marquée Gomez in here. Le public verra cette inscription et la prendra pour le nom du groupe, Gomez. Le nom restera. Le groupe se lance dans une démo quatre titres dans le garage du père de Peacock à Southport en été 1996.

### Premiers albums
Après avoir signé chez Hut Records en septembre 1997, ils enregistrent leur premier album. Ils entrent aux Parr Street Studios avec l'ingénieur-son Ken Nelson (plus tard Badly Drawn Boy, Coldplay) pour de nouveaux morceaux que le groupe auto-produit. L'album est certifié disque de platine. Ils tournent au Royaume-Uni, passant notamment au Glastonbury. Ils remportent le Mercury Music Prize en septembre 1998.
Leur deuxième album, Liquid Skin, est publié en 1999 ; Gomez atteint les classements britanniques et australiens. Le groupe atteint aussi le Billboard Heatseeker. Après avoir remporté le Mercury Prize, le groupe revient aux Parr Street Studios. Leur troisième album, In Our Gun, est publié en 2002. Il atteint le top 10 des classements britanniques et le top 50 en Australie. Le single Shot Shot atteint le UK top 40, le top 20 au Portugal, et le Billboard Heatseeker. Il est enregistré et produit au Batsford Manor, Gloucestershire.

### Split the Difference
Contrairement à leurs trois premiers albums auto-produits, le groupe décide d'en faire un quatrième avec le producteur Tchad Blake. Blake a produit des albums pour Tom Waits, Crowded House et Pearl Jam. Plus tard, ils se construisent un studio à Portslade, aux abords de Brighton, en Angleterre. L'album atteint le top 40 britannique et australien. Le premier single Catch Me Up atteint le UK top 40 en mars 2004. Split the Difference est bien accueilli par des médias comme AllMusic et BBC Internet Music Reviews.

### How We Operateet suites

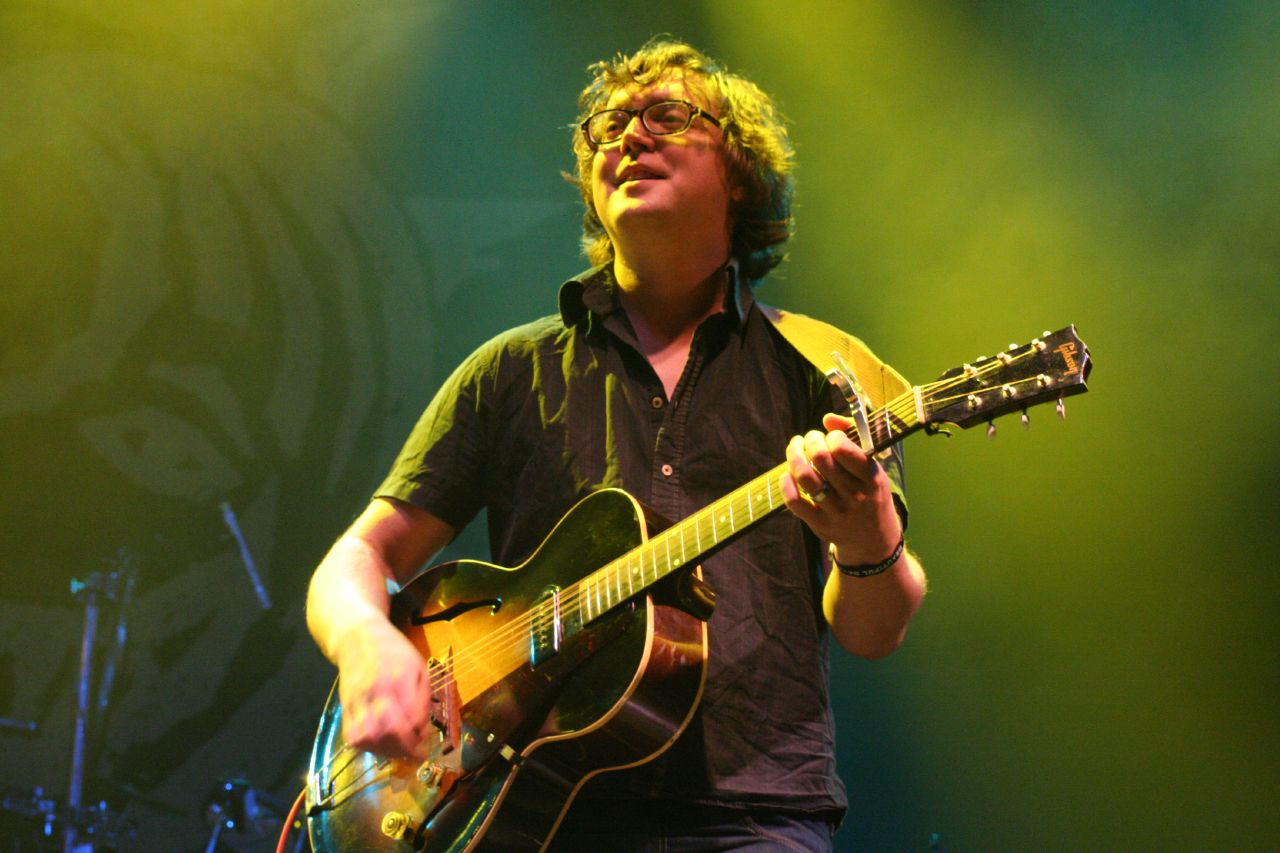
Tom Gray au Beautiful Days Festival, le 18 août 2006.

Leur cinquième album, How We Operate, est publié le 2 mai 2006. Il est le premier qu'ils ne produisent pas ; ils font appel au producteur Gil Norton (Foo Fighters, Pixies). Le morceau-titre est utilisé dans l'épisode Deterioration of the Fight or Flight Response de la série de télévision Grey's Anatomy. Le 14 février 2006, leur morceau Get Miles est utilisé pour l'épisode Distractions de la série House. How We Operate est aussi le thème de fin du remake du film d'horreur The Hitcher (2007).
En 2007, Gomez enregistre une reprise du hit Up On Cripple Creek de The Band pour l'album Endless Highway: The Music of The Band. Le 2 mars 2007, Gomez enregistre un concert au Vic Theater de Chicago, dans l'Illinois, diffusé sur MSN Music. Ian Ball sort un projet solo, Who Goes There,.
En 2008, Gomez ouvre plusieurs concerts pour le Dave Matthews Band. Le 21 décembre, ils révèlent un nouvel album, A New Tide, pour le 31 mars aux US, en Europe le 30 mars, et en Australie le 28 mars 2009. Au début de 2009, Dajon Everett, Ian Ball et Olly Peacock s'impliquent dans un album intitulé Operation Aloha avec 14 autres musiciens membres notables de Phantom Planet et Maroon 5. En juin 2009, Gomez ouvre pour Pearl Jam pendant leur passage européen de leur tournée Backspacer Tour.
En août 2012, leur morceau Shot Shot est utilisé dans l'épisode 10 de la série Suits.

## Membres
- Ian Ball - chant, guitare
- Paul Blackburn - basse
- Tom Gray - chant, guitare, claviers
- Ben Ottewell - chant, guitare
- Olly Peacock - batterie

## Discographie

### Albums studio
- 1998 : Bring It On
- 1999 : Liquid Skin
- 2000 : Abandoned Shopping Trolley Hotline
- 2002 : In Our Gun
- 2004 : Split the Difference
- 2005 : Out West
- 2006 : How We Operate
- 2006 : 5 Men In A Hut (double compilation)
- 2008 : A New Tide
- 2011 : Whatever's On Your Mind

### EP
- 2000 : Machismo E.P.

### Singles
- 78 Stone Wobble (6 avril 1998)
- Get Myself Arrested (8 juin 1998)
- Whippin' Piccadilly (7 septembre 1998)
- Bring It On (5 juillet 1999)
- Rhythm & Blues Alibi (6 septembre 1999)
- We Haven't Turned Around (22 novembre 1999)
- Shot Shot (11 mars 2002)
- Sound of Sounds / Ping One Down (10 juin 2002)
- Catch Me Up (15 mars 2004)
- Silence (17 mai 2005)
- Sweet Virginia (Septembre 2004)
- Girlshapedlovedrug (29 mai 2006)